# WrestleMania 21
WrestleMania 21 foi o vigésimo primeiro evento anual do WrestleMania, produzido pela World Wrestling Entertainment (WWE) e patrocinado pela Snickers, sendo transmitido em pay-per-view em 3 de abril de 2005 no Staples Center em Los Angeles, Califórnia.
O evento contou com a participação dos lutadores dos programas Raw e SmackDown!. O evento principal do Raw foi Triple H contra Batista pelo World Heavyweight Championship, que Batista venceu depois de um Batista Bomb. O evento principal do SmackDown! contou com John "Bradshaw" Layfield contra John Cena pelo WWE Championship, que Cena venceu depois de um FU. Houve ainda um confronto entre The Undertaker e Randy Orton, que Undertaker ganhou depois de um Tombstone Piledriver. Outras lutas nótaveis foram Kurt Angle contra Shawn Michaels e a primeira luta Money in the Bank. O evento também contou com o retorno de Stone Cold Steve Austin, que a partir deste ponto começou a fazer aparições esporádicas na WWE.
WrestleMania 21 foi o primeiro a acontecer no Staples Center, mas a quinta a realizar-se na Região metropolitana do Sul da Califórnia (seguido do WrestleMania 2, WrestleMania VII, WrestleMania XII e WrestleMania 2000). Os ingressos se esgotaram em menos de um minuto, tornando-se na mais rápida bilheteria vendida na história da empresa, bem como a venda mais rápida de ingressos no Staples Center. O evento estabeleceu um recorde de público no Staples Center de 20.193 pessoas de 14 países e 48 estados dos Estados Unidos e gerou uma receita de $ 2,1 milhões em vendas de ingresso, tornando-se o evento de maior bilheteria da WWE no Staples Center e na maior arrecadação dos cinco WrestleManias realizados na Califórnia. Além dos presentes, o evento foi visto por milhões de fãs em mais de 90 países.

## Produção
Para promover o WrestleMania 21, foram exibidos na televisão uma série de paródias de trailers de filmes modernos com os lutadores da WWE.
- Forrest Gump apresentou Eugene fazendo o papel de Tom Hanks, com William Regal fazendo uma aparição.
- Braveheart apresentou Triple H fazendo o papel de Mel Gibson, com Ric Flair fazendo uma aparição.
- Basic Instinct apresentou Stacy Keibler, Chris Benoit, Chris Jericho e Christian fazendo os papeis de Sharon Stone e dos investigadores, com The Fabulous Moolah e Mae Young fazendo uma aparição.
- Pulp Fiction apresentou Eddie Guerrero e Booker T fazendo os papeis de John Travolta e Samuel L. Jackson.
- A Few Good Men apresentou John Cena e John "Bradshaw" Layfield fazendo os papeis de Tom Cruise e Jack Nicholson, com Jonathan Coachman fazendo uma aparição.
- Dirty Harry apresentou The Undertaker fazendo o papel de Clint Eastwood.
- When Harry Met Sally... apresentou Kurt Angle e Christy Hemme fazendo os papeis de Billy Crystal e Meg Ryan, com Linda McMahon fazendo uma aparição.
- Taxi Driver apresentou Heidenreich, Batista, Shawn Michaels, Rey Mysterio, Shelton Benjamin, Doug Basham, Danny Basham, Big Show, Candice Michelle, Carlito Caribbean Cool, Tajiri, Orlando Jordan, Joy Giovanni, Gene Snitsky, Paul London, Tazz, Chavo Guerrero, Hardcore Holly, Molly Holly e Michael Cole, realizando suas versões únicas da linha "You talkin' to me?" de Robert De Niro.
- Gladiator com Stone Cold Steve Austin fazendo o papel de  Russell Crowe, exibido como parte do vídeo de abertura do evento.

As celebridades convidadas para o WrestleMania 21 incluíram  David Arquette, Motörhead, Adam Sandler, Rob Schneider, Billy Gibbons do ZZ Top, The Black Eyed Peas, Billy Corgan do The Smashing Pumpkins, Anthony Kiedis do Red Hot Chili Peppers, Ice Cube, Carmen Electra, Sylvester Stallone, Marg Helgenberger, Matt Groening, Rick Rubin, Will Sasso e Macaulay Culkin.

## Resultados
| Nº                                          | Resultados                                                                                      | Estipulações                                        | Tempo |
| ------------------------------------------- | ----------------------------------------------------------------------------------------------- | --------------------------------------------------- | ----- |
| Dark                                        | Booker T venceu ao eliminar por último Chris Masters                                            | Battle Royal Interpromocional de 30 lutadores       | 16:36 |
| 1                                           | Rey Mysterio derrotou Eddie Guerrero                                                            | Luta individual                                     | 12:39 |
| 2                                           | Edge derrotou Chris Jericho, Shelton Benjamin, Chris Benoit, Christian (com Tyson Tomko) e Kane | Luta Money in the Bank                              | 15:17 |
| 3                                           | The Undertaker derrotou Randy Orton (com "Cowboy" Bob Orton)                                    | Luta individual                                     | 14:14 |
| 4                                           | Trish Stratus (c) derrotou Christy Hemme (com Lita)                                             | Luta individual pelo WWE Women's Championship       | 4:11  |
| 5                                           | Kurt Angle derrotou Shawn Michaels                                                              | Luta individual                                     | 27:25 |
| 6                                           | Akebono derrotou The Big Show                                                                   | Luta de sumô                                        | 1:03  |
| 7                                           | John Cena derrotou John "Bradshaw" Layfield (c)                                                 | Luta individual pelo WWE Championship               | 11:26 |
| 8                                           | Batista derrotou Triple H (c) (com Ric Flair)                                                   | Luta individual pelo World Heavyweight Championship | 21:34 |
| (c) – Refere-se aos campeões antes da luta. |                                                                                                 |                                                     |       |